# 真性院
真性院（しんしょういん、? - 寛政6年6月2日（1794年6月28日））は、江戸時代の女性で、11代将軍・徳川家斉の側室。俗名は梅。

## 生涯
幕臣・水野忠芳の娘として生まれ、寛政4年（1792年）、大奥に仕える。その後、家斉の長女・淑姫の守役を経て中﨟となる。
寛政6年（1794年）5月9日、家斉との間に端正院を出産するが同日のうちに夭折した。同年6月2日に死去。戒名は真性院清香如蓮大姉。

## 関連作品
- フジテレビ『「大奥」 第二部～悲劇の姉妹～ 』(演：沢尻エリカ、2016年)